# Клямри (герб)
Клямри (пол. Klamry) — герб шляхетський.

## Опис
В червоному полі дві срібні клямри (скоби) у вигляді діагонального (Андріївського) хреста вістрями донизу, які в нижній половині сходяться на зразок щипців. В нашоломнику три страусових пера. Намет щита червоний, підбитий сріблом.

## Відміни
Також відомі декілька відмін герба Клямри:
- в нашоломнику чотири або п'ять пір'їн павича та гоздава (дві срібні лілії, повернені догори та донизу й закріплені між собою золотим перстенем);
- в нашоломнику такі ж самі діагональні клямри як на геральдичному щиті;
- в геральдичному щиті на діагональні клямри посередині покладена така ж сама вертикальна срібна клямра вістрями вправо;
- в геральдичному щиті на діагональні клямри посередині покладений вістрям донизу срібний меч з золотим ефесом; в нашоломнику п'ять страусових пір'їн.